# Михайло Цакич
Михайло Цакич ((серб. Михајло Цакић, Mihajlo Cakić), нар. 27 травня 1990, Лесковац, СФРЮ) — сербський футболіст, півзахисник.

## Клубна кар'єра
На молодіжному рівні виступав за «Рад», «Црвену Звезду» та «Партизан». Пізніше Цакич виступав за «Земун». У команді він провів 26 матчів та забив 1 гол. Влітку 2010 року перейшов у «Чукарички». У першій половині сезону 2010/11 років він зіграв 11 матчів та забив 3 голи в чемпіонаті Сербії. Взимку 2011 року прибув на перегляд в луганську «Зорю». Також їм цікавився клуб «Црвена Звезда». На зборах головний тренер «Зорі» Анатолій Чанцев награвав його на позиції лівого захисника та півзахисника. Пізніше з ним був укладений контракт, в «Зорі» Цакич взяв собі 8 номер. У чемпіонаті України дебютував 5 березня 2011 року в домашньому матчі проти луцької «Волині» (3:0), Цакич вийшов на 88-ій хвилині замість Лукаша Тесака.
1 серпня 2012 року був відданий луганською «Зорею» в оренду білоруському клубу «Славія-Мозир».
Після недовгого перебування на Батьківщині в белградському ОФК, взимку 2015 року під час навчально-тренувальних зборів, які проходили в Туреччині, зумів вдало пройти перегляд у молдавському ФК «Тирасполь» та укласти контракт з командою. Після закінчення чемпіонату Молдови 2014/15 «Тирасполь» був розформований і Цакич підписав контракт на два роки з іншим місцевим клубом - «Шерифом».

## Кар'єра в збірній
Виступав за юнацьку збірну Сербії U-17.
Разом з юнацькою збірною Сербії U-19 Цакич поїхав на чемпіонат Європи 2009 в Україні. У своїй групі Сербія зайняла 1 місце, випередивши Францію, Іспанію і Туреччину. У півфіналі команда поступилася господарям, збірній Україні (1:3). Цакич на турнірі провів 3 матчі.
Всього за юнацьку U-19 він зіграв 5 матчів.

## Досягнення
- Володар Суперкубка Молдови (1):

«Шериф»: 2015
- Володар Суперкубка Таджикистану (1):

«Істіклол»: 2019

## Особисте життя
Михайло володіє чотирма мовами — сербською, російською, англійською та італійською.